# 东关街道 (南阳市)
东关街道，是中华人民共和国河南省南阳市宛城区下辖的一个乡镇级行政单位。

## 行政区划
东关街道下辖以下地区：
河街社区、外号社区、市场社区、粮行社区、上游社区、书院社区、仲景社区、魏公桥社区、玄妙观社区、东拐社区、西拐社区、校场社区、宛城社区、向阳社区、红卫社区、建东社区、汉冶社区、防爆厂社区、工人一村社区和石化社区。